# Норвеј (Мејн)
Норвеј (енгл. Norway) насељено је место без административног статуса у америчкој савезној држави Мејн.

## Демографија
По попису из 2010. године број становника је 2.748, што је 125 (4,8%) становника више него 2000. године.
| Група             | 2000.         | 2010.         |
| Белци             | 2.556 (97,4%) | 2.591 (94,3%) |
| Афроамериканци    | 11 (0,4%)     | 15 (0,5%)     |
| Азијати           | 12 (0,5%)     | 23 (0,8%)     |
| Хиспаноамериканци | 10 (0,4%)     | 32 (1,2%)     |
| Укупно            | 2.623         | 2.748         |